# Јама (поема)
Јама је поема хрватског и југословенског песника Ивана Горана Ковачића, испевана као протест против усташких покоља над Србима у Другом светском рату. Поему Јама Ковачић је написао у партизанима. Песму је први пут читао рањеницима Прве пролетерске дивизије глумац Вјекослав Афрић.
Аутора су током пете непријатељске офанзиве на Сутјесци заклали четници.

## Анализа дела
У Ковачићевој песми је обликована тема злочина на потпуно веродостојан начин. Писана је у првом лицу па као монолошка исповест човека из живота у смрт и поново га враћа у живот у виду духовне лепоте песме. Обликована је традиционалним обликом. Састоји се од 10 певања, а стихови су већином једанаестерци, распоређени у правилно римоване шестине. Сам крај песме говори о повратку из мртвих:
Ту сте ме нашли лежати на страни,

Браћо рођена, незнани јунаци;

Пјевали сте, и ко кад се дани,

Широка светлост, као божји знаци,

Окупала ме. Рекох: зар су снови?

Ко је то Пјево? Тко ми ране пови?

Оћутјех на челу меку руку жене;

Сладак глас зачух: „Партизани, друже!

Почивај! Муке су ти освећене!“

Руке се моје према гласу пруже,

Без ријечи, и досегнух њежно лице,

Косу и пушку, бомбу видарице.

Зајецао сам и још и сад плачем

Једино грлом, јер очију немам,

Једино срцем, јер су сузе мачем

Крвничким текле задњи пут. Немам

Зјенице да вас видим и немам моћи,

А хтио бих, туго! – с вама у бој поћи.

Тко сте? Одакле? Не знам, ал се гријем

На вашем светлу. Пјевајте. Јер ћутим,

Да сад тек живим, макар можда мријем.

Свету Слободу и Освету слутим…

Ваша ми пјесма враћа свјетло ока,

Ко народ силна, ко сунце висока’

## Критика
| „             | Горан Ковачић, није проживео недаће пете офанзиве. Млади хрватски пјесник, који је у пјесми "Јама" тако снажно оформио најжешћи у овом рату испјевани протест против усташких покоља над Србима, био је убијен од "српских осветника", четничких изрода, тих швапских и усташких савезника. Пререзали су грло, које је тако искрено и снажно грмјело из братске хрватске душе против усташких злочина над српским нејачима. Никада поштеније и човјечније дјело пјесника није било грђе кажњено и никад чело убице није било укаљано срамнијим злочином. Читајући Горанову „Јаму“, покољењима и покољењима српске омладине стезат ће се срце над злочинима, који су изазвали такав крик пјесника, али исто тако и над злочином, који је томе дивном галебу пререзао грло. | ” |
| — Моша Пијаде | |   |